# Max Dvořák
Max Dvořák (Roudnice nad Labem, 4 de juny de 1874 - Hrušovany nad Jevišovkou (República Txeca), 8 de febrer de 1921) va ser un historiador de l'art austríac d'origen txec.
Membre de l'Escola de Viena d'Història de l'Art (Wiener Schule der Kunstgeschichte), va aplicar a l'estudi de la història de l'art una metodologia basada en el formalisme.
L'any 1921 l'arquitecte austrìac Adolf Loos va acabar un mausoleu en el seu honor.

## Obres
- Idealismus und Naturalismus in der gothischen Skulptur und Malerei (1918)
- Das Rätsel der Kunst der Brüder van Eyck (1904)
- Kunstgeschichte als Geistesgeschichte (1924)
- Geschichte der italienischen Kunst im Zeitalter der Renaissance, 2 Vol. (1927-28)
- Gesammelte Aufsätze (1929)